# Université nationale somalienne
L'université nationale somalienne est une université située à Mogadiscio, la capitale de la Somalie. Ouverte en 1954 en tant qu'Institut de droit, d'économie et d'études sociales, elle obtient le statut officiel d'université nationale somalienne en 1969. La guerre civile somalienne entraîne la fermeture de l'université en 1991. Elle rouvre ses portes 24 ans après, en 2014.